# Susanne Hauser (Künstlerin)
Susanne Hauser (* 24. Januar 1946 Oberurnen) ist eine Schweizer Künstlerin.

## Leben und künstlerisches Arbeiten
Hauser erlitt in ihrer Jugendzeit mehrere Autounfälle und erkrankte an Kinderlähmung. Sie studierte Erziehungswissenschaften und übte ihren Beruf bis in die 1970er Jahre aus. Parallel zur Familienphase erlernte sie Bühnenmalerei an der Oper Zürich und hatte seit 1992 erste Ausstellungen in Galerien in Zürich. Weitere Einzelausstellungen und erste Besuche an Kunstmessen in Genf und Zürich folgten. Ein längerer Aufenthalt in New York entwickelte ihre künstlerischen Inhalte weiter. Die Folge waren Ausstellungen in New York, Soho und im Swiss Institute New York und in einer Galerie in Philadelphia. 2001, im Jahr des Anschlags auf New York, erlitt Hauser nochmals einen schweren Autounfall, der sie über ein halbes Jahr ans Bett fesselte. Die vollständige Erholung nach zwei Jahren führte die Künstlerin so weiter, dass sie den FokusPreis des Glarner Kunstvereins gewann und anschließend auch den ersten Preis für Grafik für die Olympiade in Athen. Beide Preise waren mit musealen Ausstellungen verbunden.
Für das Gedenkjahr 2011 «150 Jahre Brand von Glarus» entwickelte Hauser im Kunsthaus Glarus eine gezeichnete Installation «constructive destruction». Parallel dazu entstanden Arbeiten zum Darwinismus; die Reihe das «Gras wachsen hören» zeigt die Subtilität, die Vielfalt der Form und die Kreativität der Schöpfung. Arbeiten für die Biennale 2012 in Dublin befassten sich mit dem Kosmos. «Planets ... we are not alone» ist ein Aufruf zur menschlichen Bescheidenheit und eine Verbindung zwischen «Wissenschaft und Fiktion». Der Auszeichnung für kreatives Glasdesign folgte eine Ausstellung im Museum Murano. Im Jahre 2013 war sie an der Florence Design Woche mit einer textilen Installation zu sehen. Die App «Fridas» enthält 50 Zeichnungen zum Thema «soziale Rolle der Frau», in Anlehnung an die mexikanische Künstlerin Frida Kahlo. Die erste Monografie Dialogues between Time and Infinity zeigt das zeichnerische Werk der letzten sieben Jahre und erschien zur Einzelausstellung 2015 im museumbickel.

## Ausstellungen (Auswahl)
- ab 1990: Susanne Hauser; Einzel- und Gruppenausstellungen national und international in Galerien, Kunstmuseen und an Kunstmessen – Beispiele; Städte Zürich, Freiburg i.Br., New York-Soho und Swiss Institute, Genf – Art Genf, Philadelphia – Pentimenti Galerie, Köln, St. Moritz, Dublin – Biennale
- 1994: Gewinn des Fokus Preises für Malerei im Kunsthaus Glarus mit einer Einzelausstellung zum Thema «Flächenräume» 1996 mit einem Katalog
- 1993: Gewinn des ersten Preises für Grafik für die Olympiade in Athen mit Ausstellungen im Olympiamuseum, Haus des Sports in Bern und Athen
- 2011: Ausstellungsbeteiligung im Kunsthaus Glarus zu «150 Jahre Brand von Glarus» mit «(Re)Constructed – constructive destructions»
- 2012: Beteiligung an der Pop-Up Biennale in Dublin mit einer Installation «planets ... we are not alone»
- 2012: Gewinn des Murano Preises 2012 für innovative Kunst und Glasdesign
- 2013: Glarner Kunstschaffen im Kunsthaus Glarus – Teilnahme an der Florence Design Week in Florenz – Kleine Gesten im Skulpturengarten Villa Engi
- 2014: Ausstellung im Kunstraum Aarau und im Schlossplatz; Keine Systeme - Kunst(Zeug) haus Rapperswil an der Grossen Regionalen mit Textilarbeiten "Silk" - Eröffnung des eigenen Schaulagers
- 2015: Einzelausstellung im museumbickel mit Publikation der Monografie "Dialogues with Time and Infinity", Herausgeber museumbickel, Überblick zum zeichnerischen Schaffen der letzten 7 Jahre
- 2016: Beteiligung an der Ausstellung «New Glarus», zur Auswanderung der Glarner um 1850 nach den USA, "Kunstschaffen Ausserordentlich" im Kunsthaus Glarus
- 2017: Sammlung Kunsthaus Glarus: «Netzwerke»
- 2018: Ausstellung: "Leere Räume suchen Träume", zur Renovation des Kunsthaus Glarus
- 2018: Art Master für "Green Planets" im Museum of Arts and Design, New York, April 2018
- 2019: Gruppenausstellung - "Off-Kunsthaus" - Kunstschaffen Glarner Künstler, Januar 2019
- 2020: Gruppenausstellung - Corona - Güterschuppen Glarus, Sammlungspräsentation 300 Künstlerinnen im Kunsthaus Glarus, Germann Auktion, Katalog
- 2021: Einzelausstellung "Zeitzeichen" im Art Space Antonio Wehrli
- 2021/22  Biennale im Museum of Modern Arts, Chengdu, China
- 2022: Buchpräsentationen: "Abstraktionen" bei Spark Art-Fair, Wien - Contemporary Vienna, Wien - Die schönsten Bücher 2021, Helmhaus Zürich, Bundesamt für Kultur und Kultur Stadt Zürich - Buch "Abstraktionen" im Verlag für moderne Kunst, Wien
- 2023: Einzelausstellung: Brücke zwischen Musik und Kunst, mit Schwerpunkt "Rondo" klassische Musik  und kreisförmige, abstrakte Malereien und Collagen, Stimmwerk Glarus
- 2024: Einzelausstellung: Biodiversität mit separaten Führungen und einer Lesung am 20.4.24 zu "Licht- und Schattenwelten; Reduktion des Fussabdrucks in der Wirtschaft und Gesellschaft", Stimmwerk Glarus
- 2024: Gruppenausstellung: 200 Jahre Erstbesteigung Tödi. Der Tödi im Blickwinkel der Kunst, in der Stiftung Linthkraftwerk
- 2025: Stand der Sammlungen: Zürcher Kantonalbank Hauptsitz und Filialen, Kunsthaus Glarus, Museum Murano Venedig, Olympia Museum Lausanne,  Liner Museum Appenzell, Belvédère Management AG, Sammlung Grafik und Fotografie Zentralbibliothek Zürich